# Heiko Ploeger

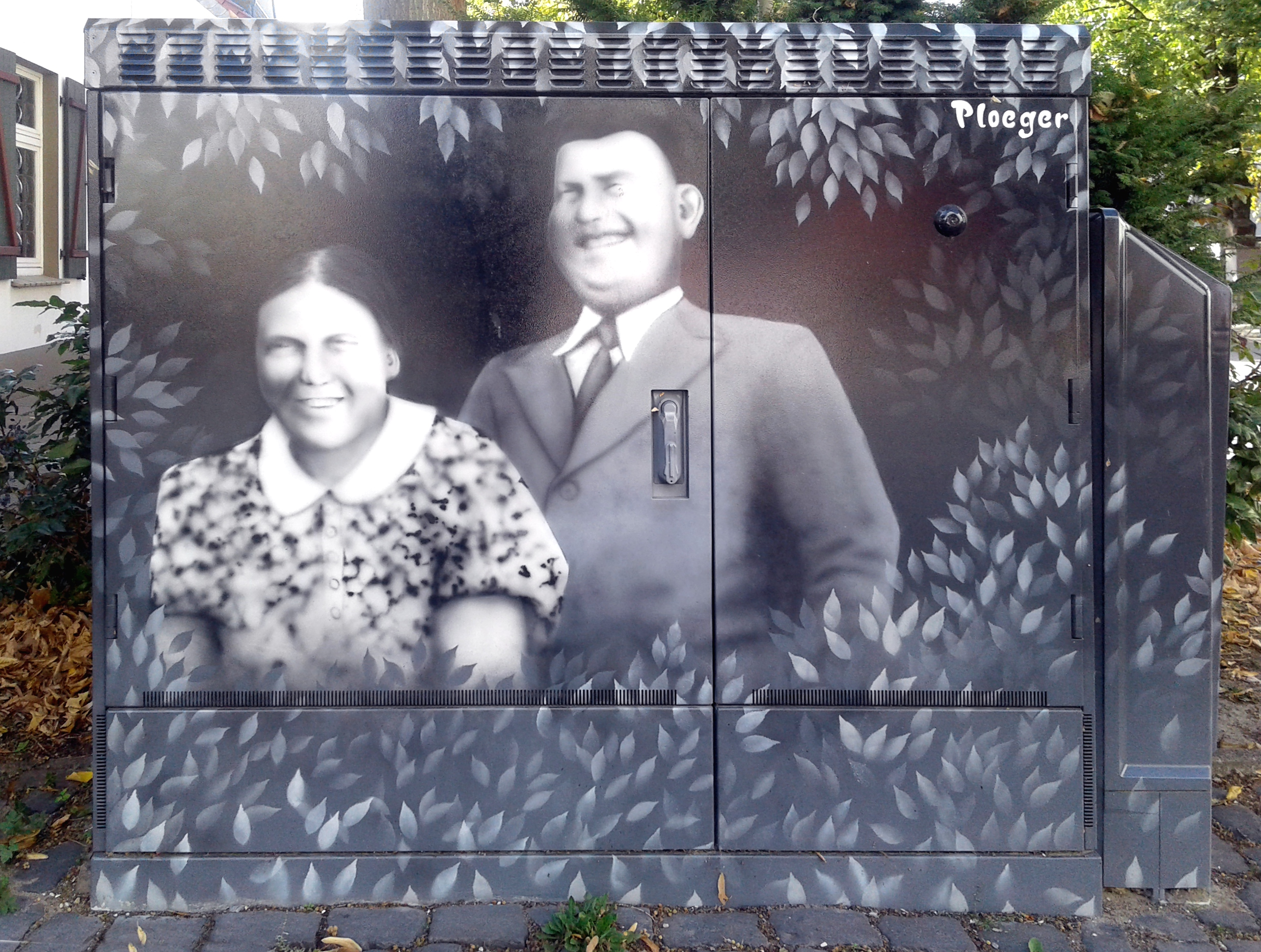
Graffito von Heiko und Henny Ploeger, nach einem Foto auf einem Stromkasten gesprüht von Sponk alias Dan Geffert

Heiko Ploeger (* 12. Juli 1898 in Leer (Ostfriesland); † 15. September 1944 in Dortmund) war ein deutscher Gewerkschafter und Antifaschist. Er starb als Opfer des Nationalsozialismus.

## Leben

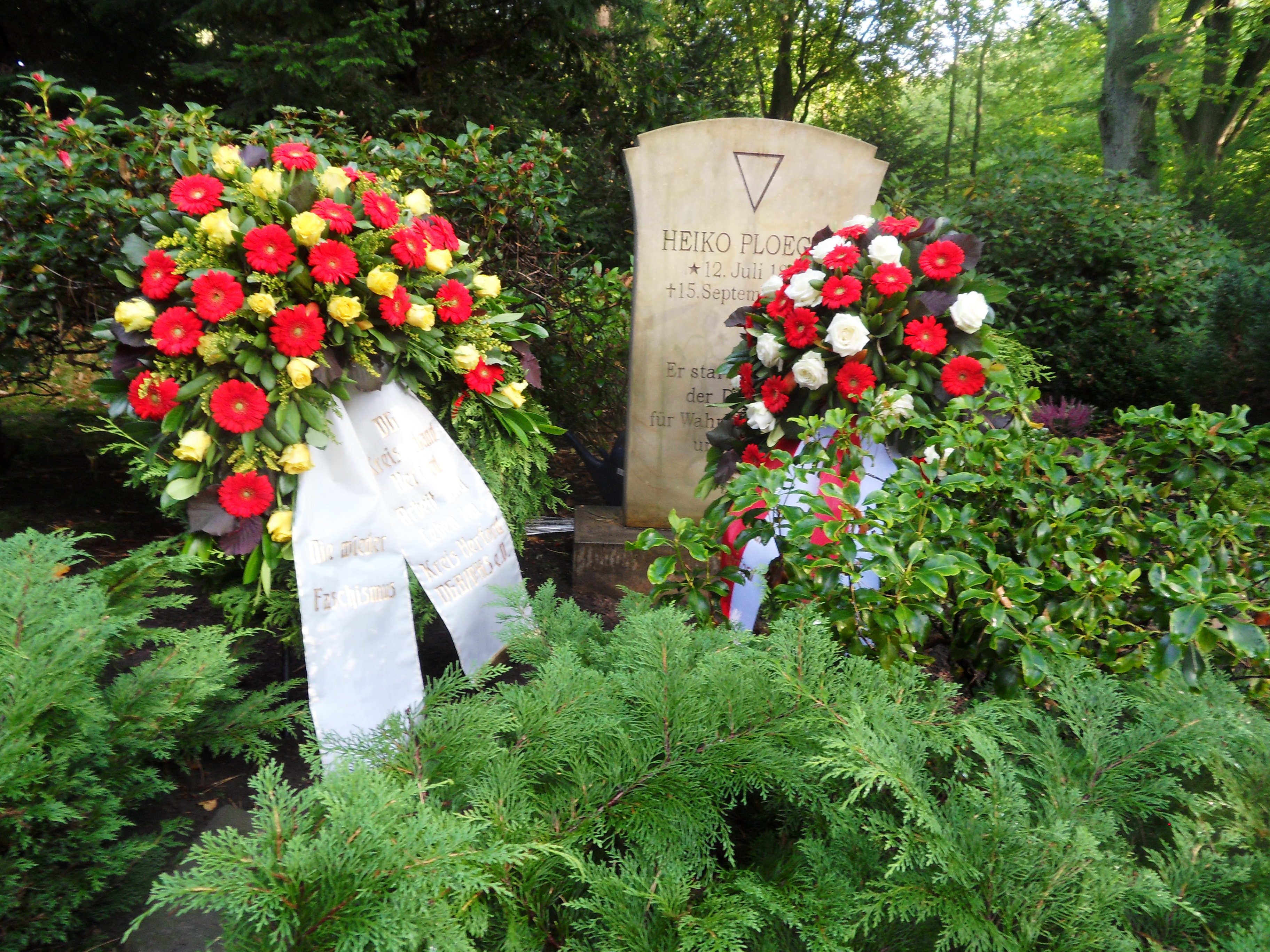
Grabstein von Heiko Ploeger bei der Gedenkveranstaltung 2017

Heiko Ploeger erlernte den Beruf des Maschinenschlossers. Als 17-Jähriger meldete er sich im Ersten Weltkrieg freiwillig zur Marine. Mit dreißig Jahren kam er nach Herford und heiratete Henny Niederbeckmann. Vermutlich durch den Einfluss seiner Frau, die aus einer sozialdemokratischen Familie stammte, wurde er 1928 Mitglied der SPD und des Deutschen Metallarbeiter-Verbandes. Heiko Ploeger engagierte sich in der Partei gegen den Nationalsozialismus. Noch vor der Machtübernahme der Nationalsozialisten verteilte er zusammen mit seiner Frau Henny und anderen in Herford Flugblätter und schrieb Parolen an Wände. Diese Aktionen setzten sie nach der Machtübernahme der Nationalsozialisten fort. Vermutlich geschah die Verteilung von Flugblättern innerhalb einer konspirativen Gruppe von Sozialdemokraten und Kommunisten, da die Ploegers eng mit ihrem kommunistischen Nachbar Willi Osterhagen befreundet waren.
Ploeger arbeitete seit 1928 in den Dürkopp-Adler-Werken in Bielefeld, dort agitierte er in einer Gruppe gegen den Nationalsozialismus und nutzte dabei Informationen, die er durch BBC und andere Feindsendern gewonnen hatte.
Heiko Ploeger wurde am Abend des 18. Januar 1944 gleichzeitig mit anderen in seiner Wohnung in Herford verhaftet und anschließend ins Polizeigefängnis nach Bielefeld gebracht.
Am 15. September 1944 wurde er in der Justizvollzugsanstalt Dortmund wegen Hochverrats hingerichtet, nachdem er vom Oberlandesgerichtes Hamm zum Tod verurteilt worden war. Seine letzten Worte an seine Frau waren: „Ich hoffe, dass ein freieres Deutschland für Euch entsteht. Ich habe dafür gestrebt und gelitten. Deutschland wird es anerkennen.“
Nach seiner Hinrichtung wurde er zusammen mit dem ebenfalls hingerichteten Gustav Höcker und anderen Kollegen in einer Friedhofsecke verscharrt. Die für sein Todesurteil verantwortlichen Richter waren nach dem Ende des Krieges weiterhin als Richter tätig.
Heiko Ploeegers Leiche wurde nach Kriegsende ausgegraben und nach Herford auf den Friedhof Ewigen Frieden überführt. Die Leichen der ebenfalls hingerichteten Kollegen von Heiko Ploeger wurden in Bielefeld auf dem Sennefriedhof in ein Ehrengrabfeld für politische Gefangene beigesetzt.

## Ehrungen nach seinem Tode

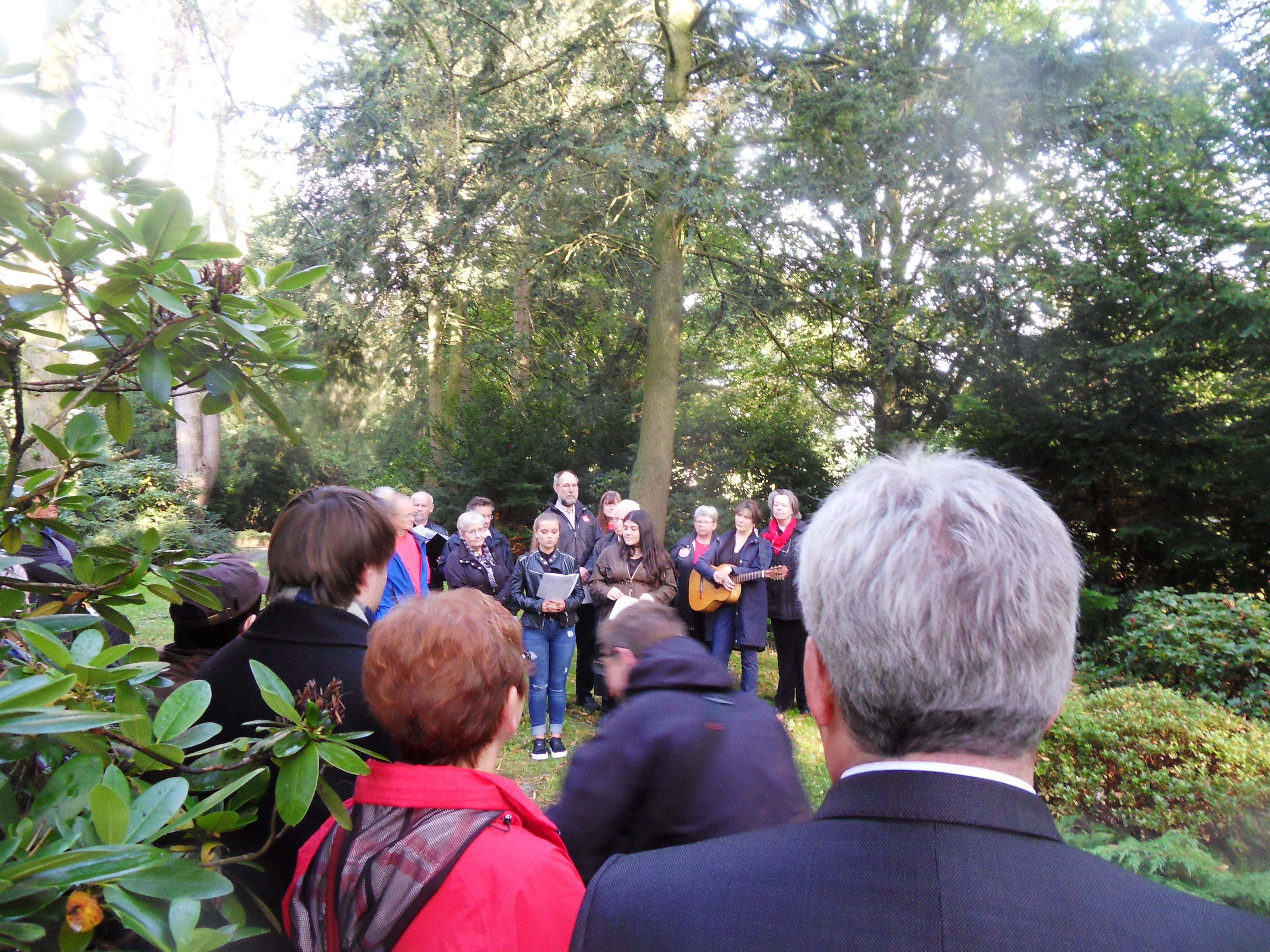
Heiko Ploeger Gedenkveranstaltung 2017

Nach dem Ende des Nationalsozialismus wurde die Leiche Heiko Ploegers nach Herford überführt und dort bei einer gemeinsamen Gedenkveranstaltung von SPD und KPD beerdigt. Danach geriet er 40 Jahre in Vergessenheit, bis der DGB sich 1986 seiner erinnerte. Eine Straße in Herford wurde nach Heiko Ploeger benannt.
1988 wurde der Heiko-Ploeger-Preis für Zivilcourage ins Leben gerufen,
der bis 2010 alljährlich vergeben wurde. 2010 entbrannte ein Streit um den potentiellen Preisträger, da der aussichtsreichste Kandidat von der CDU abgelehnt worden war.
Seit 2012 findet stattdessen jedes Jahr zu seinem Todestag eine Gedenkveranstaltung an seinem Grab auf dem Friedhof zum Ewigen Frieden in Herford statt.
Im Mai 2018 wurde ein Stromkasten im Rahmen des Kunstprojektes Graffiti an Stromkästen auf Initiative des Herforder Vereines Rat und Tat mit dem Porträt von Henny und Heiko Ploeger besprüht.
Im September 2023 wurde neben Heiko Ploegers Grabstein auch ein Grabstein in Erinnerung an seine Frau Henny angebracht.